# English Premier Ice Hockey League 2000/01
Die Saison 2000/01 war die 3. Austragung der English Premier Ice Hockey League.

## Modus und Teilnehmer
An der dritthöchsten britischen Liga nahmen ausschließlich englische Mannschaften teil. Es wurden zwei Runden mit Hin- und Rückspiel gespielt. Für einen Sieg – auch nach Verlängerung oder Penaltyschießen – wurden zwei Punkte vergeben, für eine Niederlage nach Verlängerung oder Penaltyschießen gab es einen Punkt.
An der Liga nahm eine englische Juniorenauswahl teil. Diese spielte mangels Heimspielstätte nur auswärts, wobei die Ergebnisse ihrer Spiele doppelt gezählt wurden. Eine U20-Auswahl spielte die erste Runde. Zur zweiten Runde trat eine U18-Auswahl an.

## Hauptrunde
| Platz | Mannschaft             | Spiele | S  | U | N  | Tore    | Punkte |
| ----- | ---------------------- | ------ | -- | - | -- | ------- | ------ |
| 1     | Swindon Wildcats       | 32     | 24 | 3 | 5  | 152: 76 | 51     |
| 2     | Chelmsford Chieftains  | 32     | 23 | 2 | 7  | 203:106 | 48     |
| 3     | Invicta Dynamos        | 32     | 21 | 2 | 9  | 178:111 | 44 1   |
| 4     | Romford Raiders        | 32     | 21 | 2 | 9  | 174:106 | 44 1   |
| 5     | Wightlink Raiders      | 32     | 20 | 4 | 8  | 207:112 | 44 1   |
| 6     | Solihull Barons        | 32     | 11 | 6 | 15 | 142:195 | 28     |
| 7     | Haringey Racers        | 32     | 7  | 2 | 23 | 115:202 | 16     |
| 8     | Nottingham II          | 32     | 3  | 3 | 26 | 82:260  | 9      |
| 9     | Britische U-20-Auswahl | 32     | 2  | 0 | 30 | 40:124  | 4      |

Legende: S–Siege, U–Unentschieden, N–Niederlage

## Halbfinale
Die Spiele des Halbfinales wurden im Modus "Best-of-Two", also mit Hin- und Rückspiel ausgetragen.

## Finale
Das Finale wurde in Hin- und Rückspielen im März 2001 ausgetragen.